# Waimes
Waimes (tiếng Đức: Weismes) là một đô thị ở tỉnh Liège, Bỉ. Tại thời điểm ngày 1 tháng 1 năm 2006, Waimes có tổng dân số 6.728 người. Tổng diện tích là 96,93 km² với mật độ dân số 69 người trên mỗi km².
Dân Waimes chủ yếu nói tiếng Pháp, cộng đồng thiểu số nói tiếng Đức. Các đô thị xung quanh thuộc cộng đồng nói tiếng Đức ở Bỉ.